# Mosquée du sultan An-Nâsir Muhammad
 (février 2024).
La mosquée du sultan An-Nâsir Muhammad est une grande mosquée du  sultan mamelouk An-Nâsir Muhammad ben Qalâ'ûn au Caire en Égypte. L’édifice fut complété en 1318 dans la Citadelle du Caire. Il s’agit d’une des trois mosquees construites par An-Nâsir Muhammad ben Qalâ'ûn et la seule qui est survécu à ce jour.
L’historien Ahmad al-Maqrîzî décrit ce monument, et des croquis furent réalisés par Pascal Coste et Louis-François Cassas au XIXe siècle.

## Voir également
- Architecture mamelouke

## Référence
- (en) D. Behrens-Abouseif, Cairo of the Mamluks, Ed. I.B.Tauris, 2007, p. 173-177.